# Mine Jaculet
La mine Jaculet est une mine de cuivre située à Chibougamau, dans le Nord-du-Québec au Canada. La mine est en opération de 1960 à 1974.

## Historique
En 1949, le prospecteur Nelson Bidgood découvre un gisement de cuivre près du lac aux Dorés. La même année, l'entreprise Jaculet Mines Ltd. se forme et entreprends des travaux d'exploration minière dans la région de Chibougamau. Le Président de l'entreprise est l'homme d'affaires américain Randolph « Randy » Mills, et le gérant de la future mine est Nelson Bidgood,. Le contexte est favorable. Les activités minières qui avaient commencées dans les années 1930 avaient été freinées par la guerre, et compliquées par l'éloignement géographiques et l'absence de voies de communication. L'après-guerre est marquée par une reprise importante de ces activités dans le secteur : la route gravelée entre Chibougamau et le lac Saint-Jean est achevé, et la guerre froide et le boom de la consommation augmentent les besoins en minéraux, dont le cuivre,. Au cours des années 1950 Chibougamau connaît une activité minière intense. En 1956, les travaux avancent et la Jaculet Mines Ltd. est prête à creuser un second puits pour sa future mine. En décembre 1959, la mine Jaculet, ainsi que les mines Copper Rand, Portage et Copper Cliff sont passent aux mains de a compagnie Patino Mining Corporation Ltd., pour la somme de 16 millions de dollars. La corporation est détenue par l’homme d’affaires bolivien Anténor Patiño, surnommé le « roi de l'étain »,.
En novembre 1974, l'entreprise Patino annonce la fermeture temporaire des mines Jaculet et Copper Cliff, en raison de la chute du prix du cuivre. Les employés sont réaffectés aux mines Portage et Copper Rand. La mesure qui devait être temporaire se révèle finalement permanente. Une grève de cinq mois en 1974-1975 au sein des autres mines du groupe Patino, les gisements bientôt épuisés et la faible valeur du cuivre engendrent la fermeture définitive des mines Jaculet et Copper Cliff.

## Projet de relance
Au cours des années 2020, l'entreprise minière Doré Copper Mining prends possession de sites d'anciennes mines chibougamoises : Copper Rand, Cedar Bay, Joe Mann ainsi que la mine Jaculet. L'entreprise souhaite relancer l'exploitation minière et la production de cuivre et d'or. L'entreprise vise la remise en opération de l'ancienne usine de traitement de minerai de la mine Copper Rand, qui serait alimentée par la production des mines environnantes. Quant au terrain de l'ancienne mine Jaculet, il constitue un des projets secondaire de l'entreprise, qui y entreprend des forages et travaux d'exploration géologique. En 2024, Doré Copper Mining fusionne avec la minière australienne Cygnus, qui poursuit le projet de relance,.

## Toponymie
La rue Jaculet à Chibougamau est nommée en référence à la mine Jaculet.

## Culture
Les installations de la mine Jaculet sont représentées dans plusieurs toiles de l'artiste-peintre Jean-Claude Simard représentant le patrimoine minier de Chibougamau,,. Elle figure également sur une toile de l'artiste choisie pour illustrer 220 000 annuaires téléphoniques de Télébec en 1989.

## Archives
Les archives du prospecteur et premier gérant de la mine Jaculet, Nelson Bidgood, sont conservées à la Société d'histoire de la Baie-James. Elles témoignent notamment de la fondation de la mine et des activités d'exploitation. 